# Hidetaka Kanazono
Hidetaka Kanazono (金園 英学, Kanazono Hidetaka) est un footballeur japonais né le 1er septembre 1988 à Osaka. Il évolue au poste d'attaquant.

## Biographie
Hidetaka Kanazono commence sa carrière professionnelle au Júbilo Iwata. Lors de sa 1re saison, il dispute 28 matchs et inscrit 12 buts en J-league 1.

## Palmarès
- Vainqueur de la Coupe Suruga Bank en 2011 avec le Júbilo Iwata